# Jesus Jeans
Jesus Jeans è un marchio italiano di jeans, prodotto a partire dal 1971 dal Maglificio Calzificio Torinese (MCT) e dal 1994 nel gruppo BasicNet.

## Storia

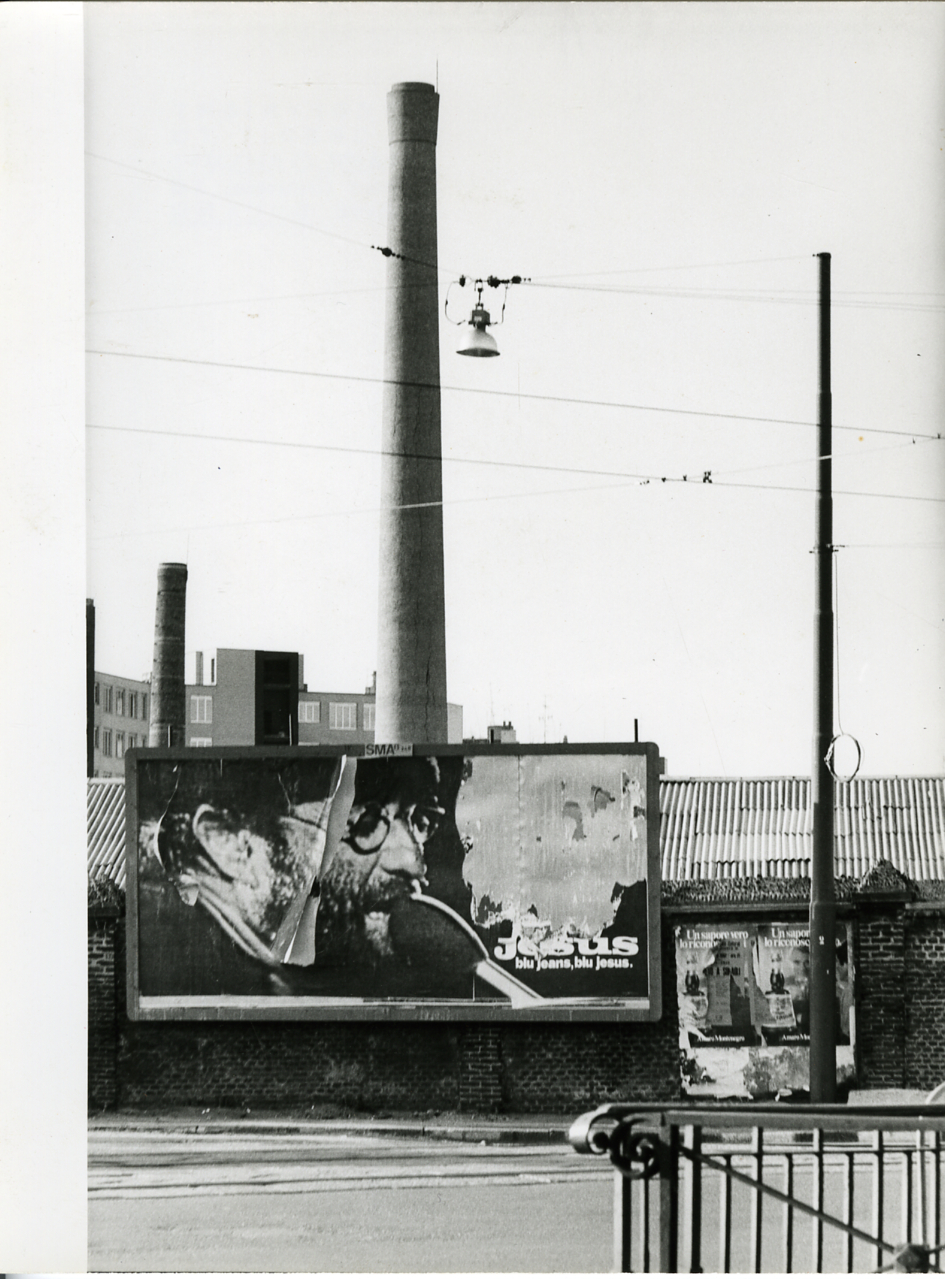
Manifesto pubblicitario di Jesus Jeans raffigurante il cantautore Lucio Dalla affisso a Milano lungo l'Alzaia Naviglio Grande, presso il ponte di via Valenza. Foto di Paolo Monti, c. 1980

Il marchio fu protagonista di quello che viene considerato uno degli eventi più importanti della storia italiana della pubblicità: la campagna fu affidata a Michael Goettsche e Emanuele Pirella, che coniarono slogan come "non avrai altro jeans all'infuori di me", a commento di un'immagine raffigurante un personaggio dal sesso dubbio a petto nudo e con i jeans sbottonati al limite dei peli pubici e l'ancor più celebre "chi mi ama mi segua", a commentare le natiche semicoperte della modella Donna Jordan, in una celebre foto di Oliviero Toscani.
Lo spot fece il giro d'Italia e accese molte polemiche: in particolare, si ricorda l'articolo di Pier Paolo Pasolini pubblicato il 17 maggio del 1973 sul Corriere della Sera col titolo Il folle slogan dei jeans Jesus, poi ripubblicato in Scritti corsari col nuovo titolo Analisi linguistica di uno slogan. Nel 2008, Oliviero Toscani ha deciso di riproporlo, lievemente modificato, per la campagna pubblicitaria del quotidiano L'Unità.
Nel 1980 i jeans Jesus furono i primi ad entrare nel mercato dell’Unione Sovietica, sbaragliando importanti marchi  statunitensi.
Al riguardo, è presente in rete sulla più famosa delle piattaforme video, un’intervista a Maurizio Vitale da parte di Giovanni Minoli, andata in onda durante una trasmissione del programma Mixer, nel giugno 1980.
Alla fine degli anni ottanta, dopo la morte di Maurizio Vitale, la produzione della "Jesus" cessò per decisione dell'azienda madre MCT che, nel gennaio 1994, dichiarò a sua volta fallimento.
Nell'ottobre 1994 le proprietà aziendali del Maglificio Calzificio Torinese vennero messe all'asta e acquisite, per la cifra di 21 miliardi di lire, dall'imprenditore Marco Boglione che divenne così proprietario anche dei marchi Jesus Jeans, Kappa e Robe di Kappa, con cui fonda il gruppo BasicNet.
Il 25 dicembre 2000 Boglione rifondò ufficialmente la Jesus Jeans e ne mantenne inizialmente un'attività commerciale di nicchia fino al 2011, quando il marchio venne rilanciato sul mercato con una sfilata a Palazzo Pitti di Firenze.